# Officine Elettriche Genovesi
Le Officine Elettriche Genovesi (OEG) sono state un'impresa italiana che operava nel campo della produzione e distribuzione dell'energia elettrica.

## Storia
La Società Officine Elettriche Genovesi venne fondata il 13 aprile 1895. Il capitale sociale era di tre milioni di lire, sottoscritto in maggioranza da società del gruppo elettrico berlinese AEG. In alcuni periodi parteciparono al capitale anche le tre maggiori banche italiane: la Banca Commerciale Italiana, la Società Bancaria Italiana ed il Credito Italiano.
Nello stesso 1895 venne costruita la centrale termoelettrica di via Canevari, alimentata a carbone. La centrale rimase in funzione fino al 1967.
Nel 1896 attraverso la sottoscrizione di un aumento di capitale l'AEG prese il controllo anche della Società Genovese di Elettricità. Questa impresa era stata fondata nel 1891 dall'Acquedotto De Ferrari Galliera. In questo modo il gruppo berlinese conquistò il monopolio dell'energia elettrica a Genova e a coronamento dell'operazione incorporò la SGE nell'OEG.
Nel 1916 le OEG rilevarono dalla Società Forze Idrauliche della Liguria la concessione della centrale idroelettrica di Molare, e ne svilupparono ulteriormente il progetto aumentando la capienza del bacino e, nel 1917 diedero il via alla costruzione di due dighe, una alta 45 metri detta del bric Zerbino e un'altra alta 15 metri detta della sella Zerbino, che formarono, finalmente, il lago. Il 13 agosto 1935 crollò la diga secondaria, l'onda che ne proruppe arrivò fino a Ovada, provocando 111 morti e distruggendo case, ponti, strade e un tratto della ferrovia Asti-Genova.
Nell'ambito della nazionalizzazione dell'energia elettrica voluta dal governo di centro-sinistra, con decreto 29 marzo 1963 le OEG furono trasferite all'Enel. La società cessò definitivamente il 19 dicembre 1967.